# Godło Samoa Amerykańskiego

Godło Samoa Amerykańskiego

Godło Samoa Amerykańskiego bazuje na tradycyjnym lokalnym wzorze. Symbole na nim przedstawione to insygnia  samoańskich wodzów, wskazujące na ich mądrość i autorytet. Na dole umieszczono motto Samoa Amerykańskiego: Samoa Ia Muamua Le Atua (samoa: Niech Bóg będzie pierwszy).